# طاد (فلاورجان)
طاد (بالفارسية: روستای طاد) هي قرية تقع في قسم سهروفيروزان الريفي (مقاطعة فلاورجان) في إيران. يقدر عدد سكانها بـ 3,671 نسمة .